# Rosa hemisphaerica
Rosa hemisphaerica är en rosväxtart som beskrevs av J. Herrm.. Rosa hemisphaerica ingår i släktet rosor, och familjen rosväxter. Inga underarter finns listade i Catalogue of Life.

## Bildgalleri

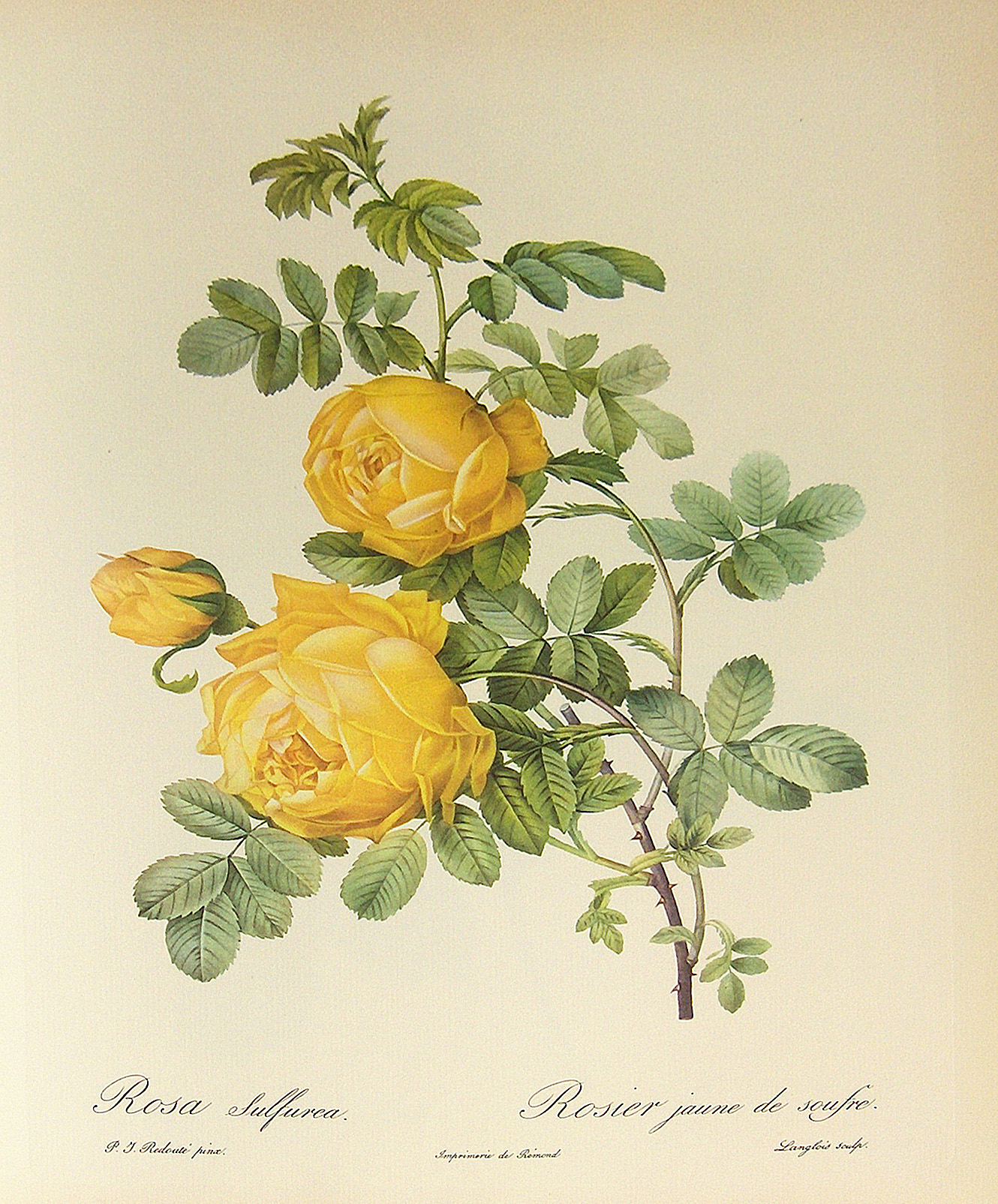